# Sørkapp
Sørkapp ("Cap del Sud") és el punt més meridional de l'illa de Spitsbergen, l'illa més gran de l'arxipèlag de Svalbard, Noruega. Originalment va ser anomenat Point Lookout (1612). El cap en si fa 1 quilòmetre de llarg. El cap està vorejat pel mar de Groenlàndia a l'oest, el mar de Noruega al sud i el mar de Barents a l'est. El cap és a dins de la Reserva d'aus de Sørkapp.
La distància des del cap a la Noruega continental és de prop de 640 km i de l'illa de l'Ós prop de 230 quilòmetres.